# Parafia św. Brata Alberta w Bartoszycach
Parafia pw. św. Brata Alberta w Bartoszycach – rzymskokatolicka parafia należąca do dekanatu Bartoszyce.  Proboszczem jest ks. kanonik Janusz Rybczyński .